# Cyclisch diguanylaat
Cyclisch diguanylaat of c-di-GMP is een cyclisch nucleotide die dienstdoet als secundaire boodschapper in de cel. Het wordt gebruikt voor intracellulaire signaaltransductie en komt voor in een groot aantal bacteriën. Cyclisch diguanylaat komt tot dusver bekend niet voor in cellen van eukaryoten en Archaea. De structuur kan worden opgevat als een dimeer van cyclisch guanosinemonofosfaat (cGMP).